# Kürthy Emil

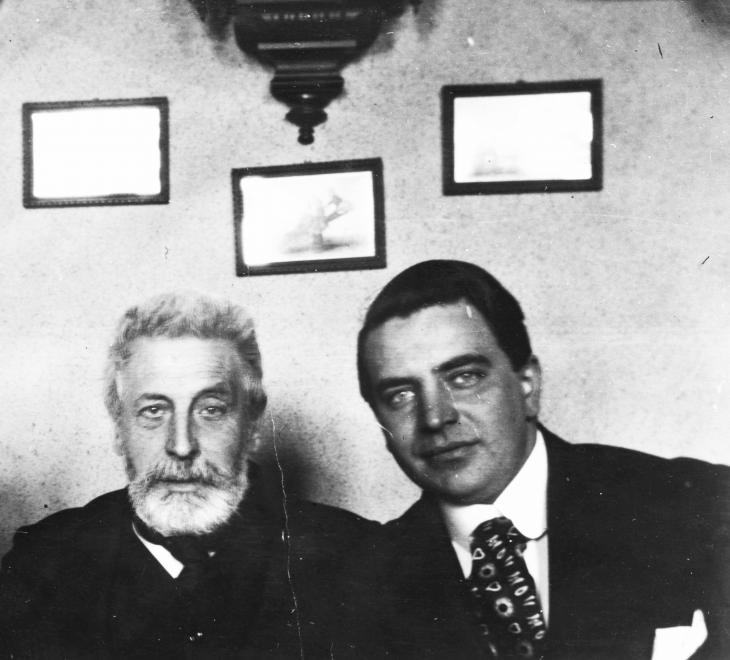
Kürthy Emil és fia Kürthy György 1919-ben

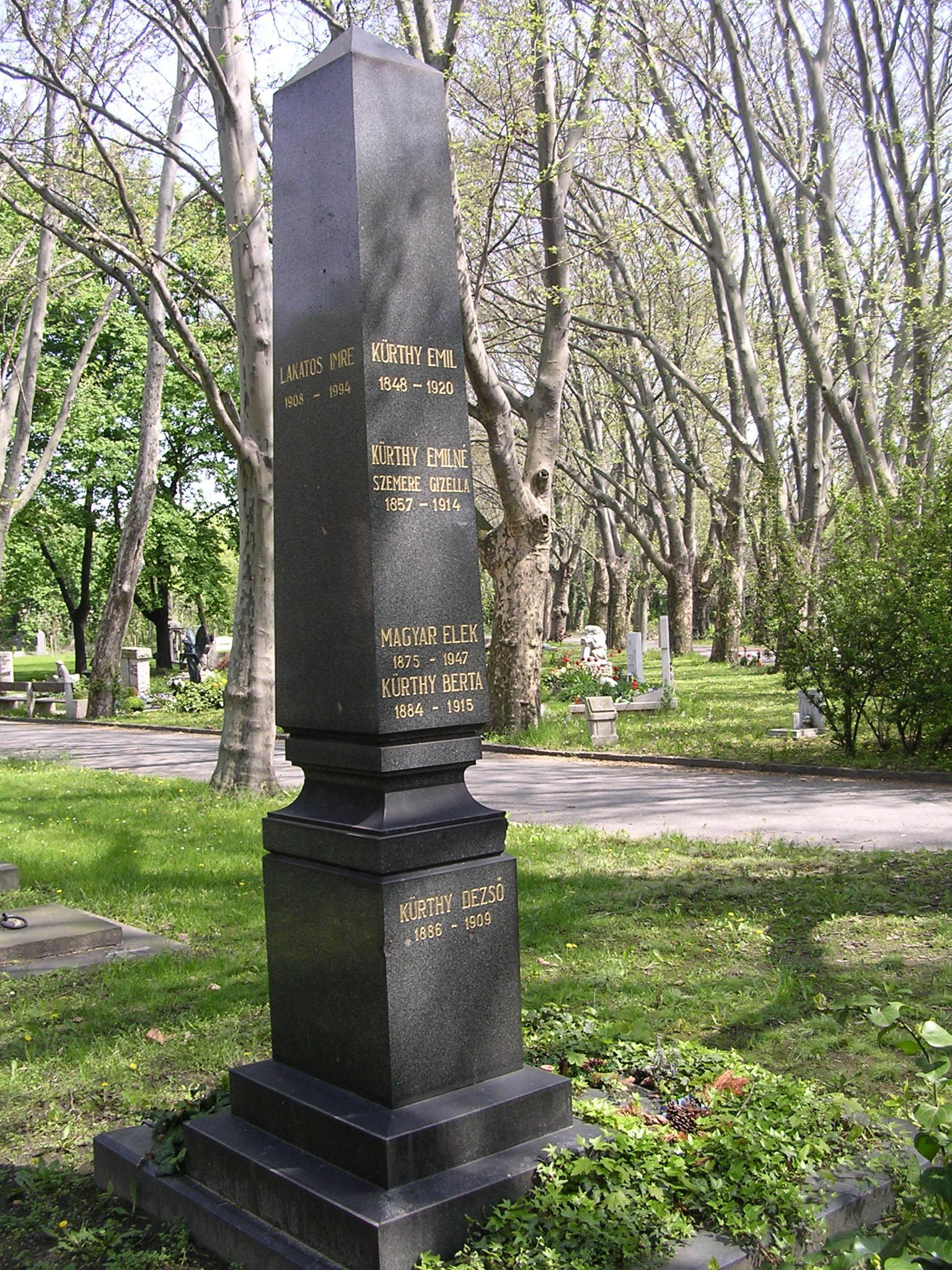
Sírja a Fiumei úti sírkertben (34/1-1-45)

Fajkürthi és kolthai Kürthy Emil (Endréd, Bars vármegye, 1848. március 14. – Budapest, 1920. december 27.) földbirtokos, író.

## Életút
A Bars vármegyei nemesi származású fajkürthi és kolthai Kürthy család sarja. Apja, fajkürthi és kolthai Kürthy József (1815–1899), Bars vármegye első alispánja, országgyűlési képviselő, anyja, Pély Nagy Bertha (1827–1891) volt. A gimnáziumot Pozsonyban végezte, a jogot a győri akadémián hallgatta; azután Bars vármegyében volt segédszolgabíró. 1875-ben a budapesti királyi törvényszékhez aljegyzőnek nevezték ki. Ezen állását azonban csakhamar elhagyta és a hírlapírás terére lépett. A Pesti Hírlap megindulásakor (1878 decemberében) annak tárcarovatát vezette (sok színházi csevegést és barangolást írt a lapba Egy látcsöves úr és Kóbor lovag aláírással). Később a Pesti Naplóba írt, majd a Magyar Hírlap munkatársa lett. Szerkesztette a Magyar Ifjúságot 1884-től 1887. szeptember 25-ig, azután a lap főmunkatársa volt 1888-ig és a Kis Világot 1892-től 1899 június végéig Budapesten.
Cikkei a következő lapokban jelentek meg: Pozsonyvidéki Lapok (a 70-es években budapesti tudósítója volt), Magyarország és a Nagyvilág (1881. Könyvárusnál), Ellenőr (1881. 226. sz. Imogen, Shakspere Cymbelineje), Arad és Vidéke (1881. 7. sz. tárca), Békésmegyei Közlöny (1881. 141., 142. sz. A magyar irodalom és a külföld; több vidéki lapban is). Fővárosi Lapok (1883. 63. sz., színműkritika), Képes Családi Lapok (1883. rajz), Pesti Hírlap (1883. 85. sz. Calderon, 1855. 107. Damas Sándor otthona, 1887. 198. Eöry Pordán Gusztáv, 267. Három matrona: id. Lendvay Mártonné, Egressy Gáborné, Bartha Jánosné, kik a nemzeti szinházban jelen voltak, 354. sz. B. L. nyomorban, 1888. 234. Lear király a nemzeti szinházban), Vasárnapi Ujság (1884. Hegyi Aranka, 1890. A népszinház primadonnái), M. Salon (VIII. 1887. Blaha Luiza szerepei, mint hirlapíró, X. 1888. Pálmai Ilka), Pesti Napló (1890. 425. szám. Blaha Luiza itthon, 1891. 32. Szathmáryné, 40. sz. Antik arcképek), Szabadság (Székesfehérvár, 1890. Csillag Teréz pártfogói), Magyar Hírlap (1891. 242. sz. Csiky a ravatalon), Ország-Világ (1892. Gerster Etelka, Bianchi Bianca); sokat írt, többnyire névtelenül, saját lapjain kívül a neje Háztartásába sat.

## Házassága és gyermekei
1880. március 20-án Budapesten vette feleségül szemerei Szemere Gizella (1857–1914) kisasszonyt, szemerei Szemere Bertalan (1812–1869) és pilisszántói Jurkovich Leopoldina (1829–1865) lányát. A házasságukból származott:
- Kürthy György (1882–1972) színész. Neje, Vízváry Mariska színművész.
- Kürthy Berta (1884–1915). Férje, Magyar Elek (1875–1947) újságíró, gasztronómiai szakíró. Unokájuk, Magyar Bálint színháztörténész, dédunokája Magyar Bálint politikus.

## Munkái
- A szökevény, vígjáték 1 felvonásban. Bpest, 1881. (először a Nemzeti Színházban március 4.)
- Az aranyos. Elbeszélés fiatal leányok számára. Uo. 1888.
- A komikus. Uo. 1888. (Monologok 13. először április 23. a Magyar Királyi Operaházban rendkívüli előadásban.)

### Műfordításai, átdolgozásai
- Mayne-Reid, A skalpvadászok. Regényes történet a serdültebb ifjuság számára átdolgozta. Uo. (1884).
- Mayne-Reid, A fiatal utazók. Ford. Uo. 1886. (Szünidei Könyvtár 3-5.)
- Delpit Albert, Solange. Regény. Ford. Uo. 1886. Két kötet.
- Mark Twain, Tamás urfi kalandjai. Az ifjuság számára Hughes N. L. átdolg. után. Uo. év n. 70 képpel.
- Nők barátja. szinmű Dumas után ford. Uo. 1899. (Fővárosi szinházak Műsora 42.)

Egy pár kis tárcája: Aus der Sommerfrische c. németül is megjelent.

### Kéziratban
- Pirók és Piroska, francia minta után készült eredeti szinmű.

### Fordított színművei
- Erckmann-Chatrian, A Rantzauk, színmű 3 felvonásban (először a Nemzeti Színházban 1882. szeptember 27.)
- Feuillet Octave, Egy párisi regény, színmű 5 felvonásban (először 1883. január 18. a Népszínházban)
- Egy zóna-utazás, alkalmi bohózat 5 felvonásban, franciából átdolgozta (először 1889. augusztus 11. a városligeti nyári színkörben)
- Ganghofer és Broziner, A valeni nász (először 1897. november 25. a Vígszínházban)
- Ordoneaux és Valabregue, Durand és Durand, bohózat 3 felvonásban (a Vígszínházban többször adták)
- Ifjú Dumas, A nők barátja
- A Vígszínház számára: Cadillac káromkodásai, vígjáték 1 felvonásban
- Labiche, Ha te úgy, én is úgy
- A savoyard, operett (előadták Krecsányi Budai Színkörében)
- A fehér egér, operett (Erdélyi Zoltánnal, A Népszínházban került műsorra)
- Bisson, A házi béke c. vígjáték (a Nemzeti Színházban adták elő)